# Гауя (платформа)
Га́уя (латыш. Gauja) — остановочный пункт на линии Земитаны — Скулте, на территории Царникавского края. Открыт 1 июня 1934 года. В Гауе останавливаются все электропоезда, следующие маршрутами Рига — Саулкрасты и Рига — Скулте. Платформа Гауя находится в непосредственной близости от границы станции Царникава.